# Stenotarsia vadoni
Stenotarsia vadoni är en skalbaggsart som beskrevs av Renaud Maurice Adrien Paulian 1991. Stenotarsia vadoni ingår i släktet Stenotarsia och familjen Cetoniidae. Inga underarter finns listade i Catalogue of Life.